# Petoskey-kavics

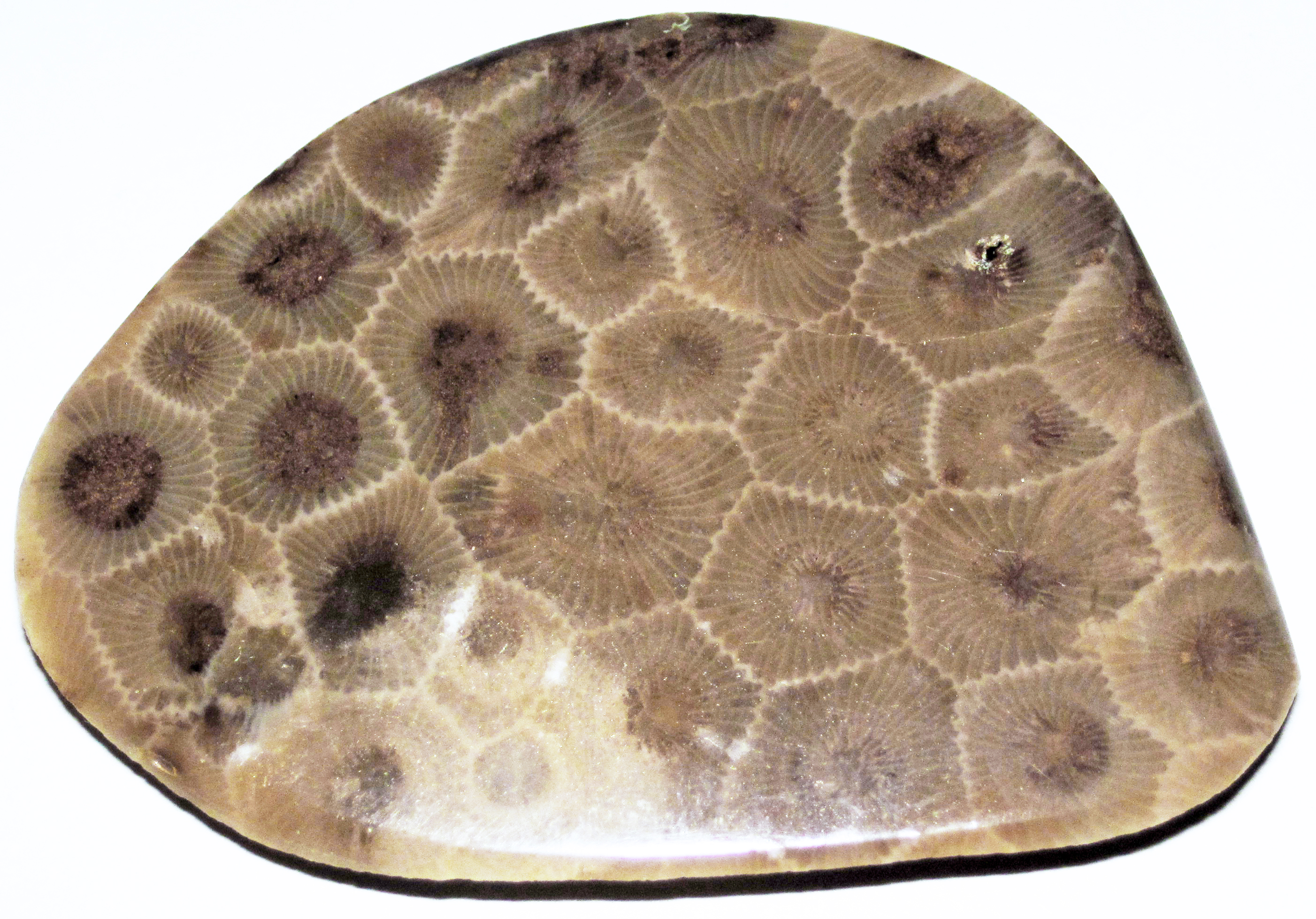

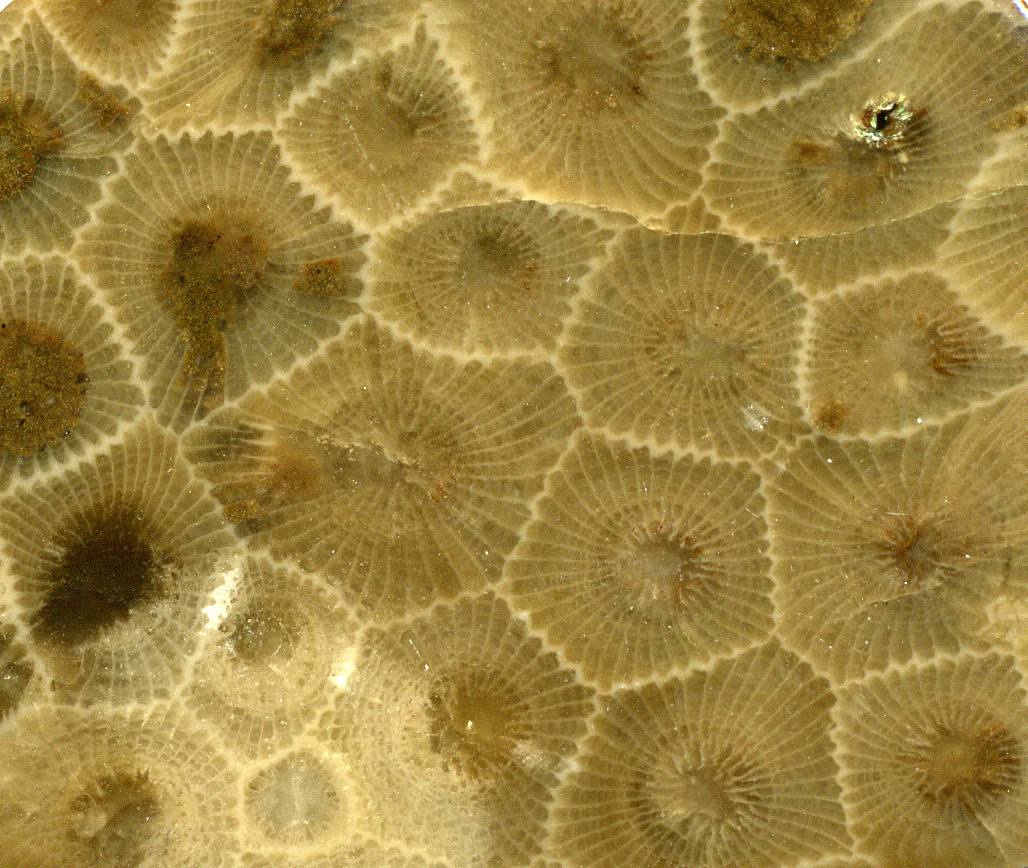
Polírozott felülete

A Petoskey-kavics Michigan állam hivatalos kőzete. Nevét Emmet megye székhelyéről, Petoskey városáról kapta. Fő lelőhelye a Michigan-tó a Little Traverse öblének déli partja Petoskey és Charlevoix között. Mivel a történelmi időkben a parton található összes példányt felszedegették, most már csak tavasszal, illetve nagyobb viharok után találhatnak néhányat a szerencsések. A hatóságok az egy személy által gyűjthető kavicsok tömegét 11 kg-ban maximálták, ezért az eddigi legnagyobb (46 kg-os), 2015 decemberében gyűjtött példányt be kellett szolgáltatni.

## Keletkezése, összetétele
Furcsa, hatszögmintás rajzolata annak köszönhető, hogy a kavicsok a 397–385 millió éve itt élt Hexagonaria percarinata telepes korallok maradványai.
A koralltelepek a középső devon időszakban egy trópusi karbonátplatformon lerakódott Petoskey formáció mészkövein fordulnak elő. A finomszemcsés, homokos mészkő színe a sápadt sárgától a szürkésbarnáig váltakozik, helyenként kőolajnyomokat tartalmaz.